# Liturgusa charpentieri
Liturgusa charpentieri är en bönsyrseart som beskrevs av Giglio-tos 1927. Liturgusa charpentieri ingår i släktet Liturgusa och familjen Liturgusidae. Inga underarter finns listade i Catalogue of Life.